# Estación San Pedro (Chile)
La Estación San Pedro es una estación ferroviaria que formó parte del Ferrocarril Santiago-Valparaíso de la Empresa de los Ferrocarriles del Estado, y del Metro Regional de Valparaíso. Se ubica en el límite de las comunas de Limache y Quillota, tras el túnel ferroviario del mismo nombre.

## Historia
Desde esta estación comienza el Ramal San Pedro-Quintero inaugurado en 1924, que actualmente solo es utilizado para carga por Fepasa, exclusivamente para el transporte de cobre refinado desde la Fundición de Ventanas. Actualmente los servicios de pasajeros ya no operan, aunque se busca extender el servicio del Metro de Valparaíso hasta la zona.
El 9 de julio de 2017, la estructura fue consumida casi por completo por un incendio de origen oficialmente aún no determinado, bajo sospecha de actuar de terceros, afectando severamente su consideración para ser declarado Monumento Nacional. Hacia 2022 solamente se encontraban en pie los muros de la estación incendiada junto a la cabina de movilización.

### Extensión Limache-La Calera
El proyecto de extensión del servicio de tren Limache-Puerto hacia La Calera es una iniciativa propuesta por la EFE con el objetivo de expandir el servicio ferroviario en la Región de Valparaíso, Chile. El servicio Limache-Puerto fue inaugurado el 23 de noviembre de 2005, facilitando la conexión entre las comunas de Valparaíso, Viña del Mar, Quilpué, Villa Alemana y Limache, comuna terminal del servicio. 
Es en octubre de 2016 que se anuncian las intenciones de extender el servicio hasta La Calera. En mayo de 2019, se adjudicó el proceso de Ingeniería Básica del proyecto con una duración prevista de 24 meses y una inversión de 7 millones de dólares. En 2023, se presentó un plan que contempla una inversión de 680 millones de dólares para extender el servicio, con el fin de beneficiar a las poblaciones de Quillota, La Cruz y La Calera. Se estima que las obras de construcción inicien en 2025, y hacia 2028 la ampliación del servicio hasta La Calera esté operativa, incluyendo a la estación San Pedro.

## Infraestructura
El edificio ferroviario actual de San Pedro representa el segundo construido en esa ubicación. A pesar de su emplazamiento en una pequeña localidad rural de la ciudad de Quillota, su relevancia no radica tanto en su significado como elemento urbano, sino más bien en su función como cabecera del tramo San Pedro-Quinteros. Aunque el catastro de EFE indica que fue construido en 1925, es probable que el edificio actual sea una modificación del original, el cual, según registros históricos de Quillota, se describía como «un galpón».

### Proyecto Limache-La Calera
Para la modernización de la red Limache-La Calera, la Estación San Pedro ha sido rediseñada con un acceso subterráneo, esta característica se debe a la proximidad de zonas pobladas en ambos lados, tanto oriente como poniente, de la estación. Además, el nivel subterráneo cumple la función dual de proporcionar acceso y albergar servicios y recintos técnicos.
La estación ha sido diseñada para albergar cajeros automáticos, máquinas de autoservicio y máquinas expendedoras. En términos de vialidad, se han incorporado consideraciones para estacionamientos y acceso peatonal, especialmente dado su cercanía a la Avenida Alfredo Dueñas. A pesar de su proximidad, no se han proyectado estacionamientos específicos para la locomoción colectiva en la estación, ya que existen paraderos urbanos cercanos. Adicionalmente, se está llevando a cabo un proyecto de remodelación en la plaza San Pedro, denominado “Mejoramiento Plaza Manuel Rodríguez y A. Dueñas, Localidad de San Pedro, Quillota”, bajo el auspicio del Municipio de Quillota. Este proyecto tiene como objetivo añadir un paradero con capacidad para dos buses.
El diseño arquitectónico de la estación, ubicada en terrenos propiedad de Ferrocarriles, se presenta en forma de “U”, permitiendo entradas y salidas independientes para facilitar el flujo de pasajeros. Otras obras asociadas a la rehabilitación de la estación incluyen un paso bajo nivel en la Av. Principal y un paso peatonal bajo nivel.